# اندری ویتوینسکی
اندری ویتوینسکی (اوکراینی: Андрій Вітошинський؛ زادهٔ ۲۱ فوریهٔ ۱۹۸۱) بازیکن فوتبال اهل اوکراین است.
از باشگاه‌هایی که در آن بازی کرده‌است می‌توان به باشگاه فوتبال اوورلا اوژهورود اشاره کرد.